# Kamil Zayatte
Kamil Zayatte (* 7. März 1985 in Conakry) ist ein guineischer ehemaliger Fußballspieler, der auf der Position eines Abwehrspielers spielte.

## Karriere
Zayatte begann seine Karriere in der Jugendmannschaften von RC Lens, in der Saison 2006/07 kam er erstmals für die A-Mannschaft von Lens zum Einsatz. Jedoch konnte er sich nicht durchsetzen, weshalb er nach nur einer Partie in der Winterpause zum Schweizer Super-League-Verein BSC Young Boys wechselte, wo er regelmäßig in der Startformation stand.
Im Sommer 2008 hatte er mehrere Probetrainings, unter anderem beim FC Everton und Newcastle United. Nach diversen Tests entschied sich Zayatte im Sommer 2008 schließlich für einen Wechsel nach Hull City, wo er ab dem 31. August 2008 für ein Jahr auf Leihgabe von den BSC Young Boys unterschrieb. Nach guten Vorstellungen in der Vorrunde wurde Zayatte im Januar 2009 endgültig von Hull übernommen und unterschrieb dabei einen Dreijahresvertrag.
Zur Winterpause der Saison 2010/11 wechselte er in die Türkei zum Süper-Lig-Aufsteiger Konyaspor. Obwohl seine Mannschaft zum Saisonende die Klasse nicht halten konnte, fiel Zayatte als guter Abwehrspieler auf. Vertragsbedingt konnte er zur Saison 2011/12 ablösefrei wechseln und so wechselte er zum Süper Lig Klub Istanbul Büyükşehir Belediyespor.